# Henri Barabant
 (mai 2019).
Si vous disposez d'ouvrages ou d'articles de référence ou si vous connaissez des sites web de qualité traitant du thème abordé ici, merci de compléter l'article en donnant les références utiles à sa vérifiabilité et en les liant à la section « Notes et références ».
Henri Barabant, né le 9 novembre 1874 à Vougeot (Côte-d'Or) et mort le 11 septembre 1951 à Dijon, est un homme politique français.
Maire de Dijon de 1904 à 1908, il est élu député de la 1re circonscription de la ville, en 1914, puis à nouveau en 1924. En 1921, il est élu au comité directeur du Parti communiste (PC), avant d'en être exclu en 1922.

## Biographie

### Origines et premiers engagements
Né en 1874 à Vougeot, Henri Barabant est le fils du vigneron et jardinier-régisseur du château de Vougeot Jacques Barabant. À la mort de ce dernier, il entre à la Compagnie du P.L.M. comme employé, mais en est vite révoqué pour ses activités syndicales et politiques: dès 1892, il s'engage en effet au syndicat des Chemins de fer et en 1897 au parti socialiste.
En 1897, il devient secrétaire du groupe socialiste de Dijon, puis de la fédération ouvrière socialiste de la Côte-d'Or en 1898, ralliée au Parti ouvrier socialiste révolutionnaire (POSR). Il représente la Côte-d'Or au congrès de Lyon. Puis, en 1901, il réorganise le POSR pour l'intégrer au Parti socialiste français.

### Maire de Dijon

#### Socialisme
En 1904, la liste socialiste et radicale qu'il conduit aux élections municipales à Dijon réunit 6 000 voix et il est élu maire de la ville le 15 mai 1904. Il imprime très vite un caractère social à sa politique.

#### Suppression de l'octroi
La municipalité entreprend la réforme de l'octroi, incommode du point de vue de sa perception et critiquée depuis la fin du XIXe pour les fais de gestion qu'elle entrainait. Quelques années après que la municipalité Morin-Gacon y eut échoué, le conseil supprime cette taxe à l'unanimité du conseil moins la voix du Docteur Parizot, qui craignait le déficit causé par la suppression d'une telle recette. Dijon devient ainsi la première ville de France à supprimer son octroi.
Pour faire face à cette baisse de recette, une série de nouvelles taxes est instaurée. Celles-ci portent sur les chevaux et animaux de trait, les chiens, les voitures suspendues et même les pianos. Cela permet de soutenir l'augmentation massive du budget social de 44%, qui permet la gratuité des fournitures scolaires, l’ouverture de cantines, l’agrandissement de l’hôpital, la création d’un bureau d’hygiène et de la première colonie de vacances.

#### Anticléricalisme
Anticlérical militant, il met en place dès le début de son mandat en 1904 une "laïcisation des voies publiques" qu'il justifie ainsi :   
« Nous avons encore à Dijon, vous le savez, des plaques de rue rappelant à nos souvenirs des temps pénibles d'obscurantisme et d'oppression cléricale [...] un Conseil municipal socialiste et radical socialiste ne pouvait tolérer plus longtemps une glorification de personnalités dont la mission a consisté à étouffer toute idée de liberté, à réprimer toute velléité d'affranchissement »
18 rues et places sont renommées : la place Saint-Pierre (actuelle Place du Président Wilson) devient place du Peuple, la place Saint Bernard est renommée Étienne-Dolet, la rue Saint Bernard prend le nom de Claude Bernard, etc.
Dans la même veine, Barabant confie la gestion de l'Hôpital général à une commission laïque de 7 membres et laïcise le bureau de bienfaisance, dans une volonté de municipaliser l'assistance publique.
C'est également pendant son mandat qu'est voté par la Chambre des députés la loi du 9 décembre 1905 sur la séparation des Églises et de l'État. L'inventaire des biens de l'Église s'effectue à Dijon entre le 30 janvier et le 6 février 1906 accompagné de quelques remous : il fait disperser par des lances à incendie les catholiques qui protestent contre les inventaires.

#### Développement de l'assistance publique
Au-delà d'un anticléricalisme avant tout symbolique, la principale réalisation de la municipalité socialiste est le développement d'une véritable assistance publique. De 1904 à 1908, le budget qui lui est alloué augmentera en effet de 44 %. La laïcisation de l'hôpital et du bureau de bienfaisance s'accompagne d'une augmentation du budget attribué à l'assistance des indigents est portée de 10 000 à 15 000 francs. La municipalité augmente en 1905 le budget alloué à l'assistance au vieillard de 7 000 à 10 000 francs, devançant la loi du 14 juillet 1905 "relative à l'assistance obligatoire aux vieillards, aux infirmes et aux incurables privés de ressources" la rendant obligatoire.
Un soin particulier est accordé à l'hygiène et la santé. Les crédits accordés à l'assistance médicale gratuite augmentent ainsi de 24% entre 1904 et 1907. Un bureau d'hygiène autonome de l'assistance publique est également créé. Il est chargé de prendre des mesures sanitaires concernant des individus, des immeubles et l'assainissement des logements, des rues et la surveillance de l'hygiène scolaire.

#### Blanc-cassis
C'est également au cours de son mandat qu'est vraiment institué par la mairie l'apéritif vin blanc-cassis connu plus tard sous le nom de « kir ». En 1908 la liste qu'il patronne est battue, mais il est réélu conseiller municipal puis de nouveau en 1912 jusqu'en 1919.

### Engagements socialistes et député de Côte d'Or
En 1913, la mort du député Bouhey-Allex entraine une élection législative partielle dans la 1re circonscription de Dijon. Barabant décide de se présenter à la députation, mais se voit battre au second tour de scrutin par 9 229 voix contre 8 975. Il prend sa revanche l'année suivante, battant le député Hébert au second tour dans un scrutin serré (10 895 voix contre 10 531). Mobilisé au 227e régiment d'infanterie, il revient à la Chambre. Au cours de ce premier mandat de député, Barabant s'engage notamment dans l'affaire Eugène Bouret, pour la réhabilitation de cet artilleur, vigneron bourguignon, fusillé pour l'exemple en 1914. Premier candidat de la liste socialiste en 1919, celle ci n'obtient aucun siège et il perd son mandat de député. La même année cependant, il est élu conseiller général dans le canton de Dijon-Sud jusqu'en 1928 et parvient à se faire ré-élire de 1924 à la Chambre des députés.
En 1917, il se prononce pour la participation de la SFIO à la conférence de Stockholm. En juin, dans Le Rappel, il salue la victoire des minoritaires au conseil national du Parti socialiste. Puis en 1918, toujours dans Le Rappel, il proteste contre la condamnation de Louis Malvy par la Haute Cour. En 1920, au congrès socialiste de Strasbourg, il se rallie à la motion pour la "reconstruction de l'Internationale" mais s'oppose à l'entrée immédiate dans la IIIe Internationale. Pourtant, en décembre, à l'issue du congrès de Tours, auquel il ne participe pas, il demeure avec la majorité dans le Parti communiste et les 42 mandats de sa fédération se prononcent pour l'adhésion à la IIIe Internationale. Dès octobre, en lançant Le Populaire de Bourgogne, il avait donné un organe départemental au Parti communiste.
En 1921, le congrès de Marseille du PC l'élit au comité directeur, mais en 1922 il entre en conflit avec le PC. Le congrès fédéral ne le suit pas dans sa volonté de rendre la fédération autonome. En mai, il transforme son Populaire de Bourgogne, jusqu'alors « quotidien de la fédération communiste de Côte-d'Or » en « journal de toutes les fractions du bloc socialiste et républicain » et n'y insère qu'avec parcimonie les communiqués du PC. En octobre, à Saint-Claude, il participe à un congrès de groupes communistes dissidents constituant l'Union fédérative des socialistes révolutionnaires de l'Est. Le congrès de Paris l'exclut alors du PC.
En 1924, son quotidien, La Tribune de Bourgogne disparaît faute d'argent. Mais, à la veille des élections législatives, il reprend la publication du Rappel socialiste et propose un « bloc des rouges » entre le PC, la SFIO et l'Union socialiste-communiste qu'il anime. Il se heurte à un refus tant du PC que de la SFIO et conduit une liste de l'Union socialiste-communiste mais parvient quand même à se faire ré-élire député. Barabant se rallie bientôt à la fédération socialiste SFIO et collabore à son organe Le Socialiste côte-d'orien. Cependant, il est mal à l'aise dans une fédération socialiste dirigée par des intellectuels. En 1926, au conseil national socialiste, il approuve la motion de la minorité pour une reprise des relations dans l'Internationale.
Candidat SFIO aux élections législatives de 1928 dans la première circonscription de Dijon, il échoue à se faire élire. Aux élections municipales de 1935 à Dijon, il se présente sur une liste opposée à celle de la SFIO et est de nouveau battu. Il met alors un terme à sa carrière politique.

### Résistant
Malgré son âge avancé, Henri Barabant s'engage à 70 dans la Résistance, responsable de la distribution des armes pour le secteur qui lui a été attribué. Il meurt à Dijon le 11 septembre 1951 et est inhumé au cimetière des Péjoces.

## Hommage
- À proximité de la caserne de sapeurs-pompier de la rue du Transvaal à Dijon, la place devant le lycée privé Saint-Joseph porte son nom.

### Sources
- Dictionnaire biographique du mouvement ouvrier français, Les Éditions de l'Atelier, 1997.
- « Henri Barabant », dans le Dictionnaire des parlementaires français (1889-1940), sous la direction de Jean Jolly, PUF, 1960 [détail de l’édition]